# Philiris dubitata
Philiris dubitata är en fjärilsart som beskrevs av Grose-smith 1899. Philiris dubitata ingår i släktet Philiris och familjen juvelvingar. Inga underarter finns listade i Catalogue of Life.